# ألكسس كيفي
ألكسس كيفي (Aleksis Kivi؛ نورميارفي، 10 أكتوبر 1834 - توسولا، 31 ديسمبر 1872) مؤلف فنلندي كتب أول رواية معتبرة باللغة الفنلندية وهي الإخوة السبعة (Seitsemän veljestä). رغم أن كيفي من أوائل كتـّاب النثر والأشعار الغنائية باللغة الفنلندية، إلا أنه لا يزال يعتبر أحد أكبرهم على الإطلاق.
ولد ألكسس كيفي في نورميارفي لعائلة خياط. غادر إلى هلسنكي في عام 1846 للدراسة، وفي عام 1859 تم قبوله في جامعة هلسنكي، حيث درس الأدب ونمى اهتمامه بالمسرح. أولى مسرحيته «كوليرفو» (Kullervo) كانت مبنية على أساس قصة مأساوية من الكاليفالا. كما التقى الصحافي الشهير ورجل دولة يوهان فيلهلم سنلمان.
كرس كيفي وقته للكتابة انطلاقاً من سنة 1863. كتب 12 مسرحية ومجموعة شعرية واحدة. أخذت رواية الأخوة السبعة منه عشر سنوات لكتابتها. هاجم نقاد الأدب ولا سيما البارز أوغست أهلكفيست هذا الكتاب، شكلياً على الأقل لفظاظتها - كانت الرومانسية في أوج قوتها آنذاك - ولكن ربما أيضا لأنها كـُتبت بلهجة الجنوب الغربي الفنلندية، في حين كان أهلكفيست يفضل لهجات موطنه الشمالية الشرقية. كما استنكر الفنومانيون تصويره للحياة الريفية لم بتلك الفضيلة هكان بعيداً كل البعد عن وجهة نظرهم المثالية، ولعل الشرب المفرط قد نفـّر البعض.
في عام 1865 حصل كيفي على جائزة الدولة للتنفيذ في كثير من الأحيان لا يزال له الكوميديا «إسكافيون بالخلاء» (Nummisuutarit). ومع ذلك، كان أقل من باستقبال حافل من كتبه مع حصيلة أعمالها، وكان بالفعل الشرب بشكل كبير. ويمكن له المتبرع الرئيسي كارلوتا لونكفيست لا تساعده بعد الستينات. تدهور المادية اللازمة وتنمية الفصام (سبب الاشتباه من قبل المتقدمة يمونية. في مجموعة، مات كيفي فقيراً بسن الثامنة والثلاثين.
في الفترة 1995-1996، وكتب المؤلف الموسيقي الفنلندي إينويوهاني راوتافآرا أوبرا عن حياة وأعمال كيفي. مدير لأول مرة في عام 2002 فيلم من إخراج ياري هالونن في «حياة ألكسس كيفي» (Aleksis Kiven elämä) في دور السينما الفنلندية.

## وصلات خارجية
- ألكسس كيفي على موقع IMDb (الإنجليزية)
- ألكسس كيفي على موقع الموسوعة البريطانية (الإنجليزية)
- ألكسس كيفي على موقع ميوزك برينز (الإنجليزية)
- ألكسس كيفي على موقع ديسكوغز (الإنجليزية)
- ألكسس كيفي على موقع قاعدة بيانات الفيلم (الإنجليزية)

- صفحة ألكسس كيفي التي تحتفظ بها بلدية نورميارفي
- مؤلفات ألكسس كيفي في مشروع غوتنبرغ